# 15th Anniversary SUPER BEST
『15th Anniversary SUPER BEST』（フィフティーンス・アニヴァーサリー・スーパー・ベスト）は、島谷ひとみの3作目のベスト・アルバム。2013年7月24日にavex traxより発売。

## 解説
ベスト・アルバムとしては前作『BEST & COVERS』以来（配信限定を含めば『裏BEST 2000-2004』、『裏BEST 2005-2010』以来）となり、島谷ひとみのデビュー15周年イヤーを記念しての発売となった。
島谷が敬愛するシンガーソングライターKOKIA提供による新曲「あなたを胸に生きてゆく」、ファン投票によって決定した「ANGELUS-アンジェラス-」のセルフカバーを含む全47曲を収録し、全曲デジタル・リマスタリングが施されている。ただし、8枚目のシングル「亜麻色マキシ」、32枚目のシングル「しあわせ運べるように」からの楽曲は未収録となっている。
初回限定豪華盤には通常盤のCD3枚に加え、『Rare & Collaboration DISC』が付属。同DISCには、大野雄二とのコラボレーションによる「ルパン三世のテーマ」や大野書き下ろしの新曲「Crazy In Love」をはじめ、これまで島谷のアルバムには未収録であったデビュー曲「大阪の女」、過去のコラボレーション楽曲、未発表曲「GRAND HERO」、初音源化曲「キラキラ」などのレアトラックを収録している。
過去にCCCDで発売された楽曲に関しては、今作に収録されたことでCD-DA化を果たした。

## 本作の仕様
【初回限定豪華盤】(AVZD-38748B)
- CD4枚組+Blu-ray Disc2枚組の全6枚組
- 直筆サイン&メッセージ入り
- 特殊パッケージ
- 通常盤のCD3枚に加え『Rare & Collaboration DISC』が付属。
- Blu-rayには1枚目に全43曲のMUSIC VIDEOを収録した『PERFECT MUSIC VIDEO COLLECTION』、2枚目にはなんばHatchで行われた10周年記念ライブ「Hitomi Shimatani Live 2008 Flare at Namba Hatch」を収録。島谷にとって初のBlu-ray作品となる。3000枚の限定発売。

【MUSIC VIDEO盤】(AVCD-38752B)
- CD3枚組+DVDの全4枚組
- DVDはシングル楽曲のMUSIC VIDEOを収録した『Single MUSIC VIDEO COLLECTION』となっており、初回限定豪華盤に付属している『PERFECT MUSIC VIDEO COLLECTION』とは収録内容が異なっている。

【CD盤】
- CD3枚組

## 収録曲（CD）

### Disc 1
1. あなたを胸に生きてゆく
  - 作詞・作曲：KOKIA／編曲：浦清英
  - シンガーソングライターKOKIAによる新曲。
2. 解放区
  - 作詞：松井五郎／作曲：織田哲郎／編曲：明石昌夫
  - 2ndシングル
  - オリジナルバージョンではなく、9thシングル「いつの日にか…」カップリング収録の2002オリジナルバージョンで収録。
3. パピヨン〜papillon〜
  - 作詞・作曲:Janet Jackson,James Harislll,Terry Lewis
  - 日本語詞:康珍化 編曲:大槻KALTA英宣・上野圭市
  - 3rdシングル
4. 市場に行こう
  - 作詞:康珍化／作曲・編曲:迫茂樹
  - 4thシングル
5. やさしいキスの見つけ方
  - 作詞:島谷ひとみ・康珍化／作曲:Face 2 fAKE／編曲:上野圭市
  - 5thシングル
6. シャンティ
  - 作詞:康珍化／作曲・編曲:上野圭市
  - 6thシングル
7. 亜麻色の髪の乙女
  - 作詞:橋本淳／作曲:すぎやまこういち／編曲:大槻"KALTA"英宣
  - 7thシングル
8. いつの日にか…
  - 作詞・作曲:酒井ミキオ／編曲:酒井ミキオ・上野圭市
  - 9thシングル
9. 赤い砂漠の伝説
  - 作詞:小幡英之／作曲:広瀬香美／編曲:田辺恵二
  - 10thシングル
10. 元気を出して
  - 作詞・作曲:竹内まりや／編曲:大野宏明
  - 11thシングル
11. Perseus-ペルセウス-
  - 作詞:BOUNCEBACK／作曲:迫茂樹／編曲:h-wonder
  - 12thシングル
12. YUME日和
  - 作詞:小幡英之／作曲:宮崎歩／編曲:宗像仁志
  - 13thシングル
13. Viola
  - 作詞：BOUNCEBACK／作曲：柳沢英樹／編曲：家原正樹、丸山和範
  - 14thシングル
14. Jewel of Kiss
  - 作詞：BOUNCEBACK／作曲：吉山隆之／編曲：田辺恵二
  - 15thシングル
15. ANGELUS -アンジェラス-
  - 作詞：BOUNCEBACK／作曲：BULGE／編曲：前嶋康明
  - 16thシングル 両A面の1曲目
16. Z!Z!Z!-Zip!Zap!Zipangu!-
  - 作詞:上田起士／作曲・編曲:コモリタミノル
  - 16thシングル 両A面の2曲目

### Disc 2
1. 追憶+LOVE LETTER
  - 作詞:kenko-p／作曲・編曲:中野雄太
  - 4thアルバム『追憶+LOVE LETTER』の表題曲
2. Garnet Moon
  - 作詞：六ツ見純代／作曲：迫茂樹 / 編曲：前嶋康明
  - 17thシングル 両A面の1曲目
3. 祈り　 
  - 作詞・作曲：BULGE・sola／編曲：BULGE
  - 17thシングル 両A面の2曲目 アルバム初収録。
4. I will
  - 作詞:Yurika・中野雄太／作曲・編曲:中野雄太
  - コンセプトアルバム『crossover』収録曲
5. 〜Mermaid〜
  - 作詞：六ツ見純代／作曲・編曲：中野雄太
  - 18thシングル
6. Falco-ファルコ-
  - 作詞：BOUNCEBACK／作曲：渡辺和紀／編曲：前嶋康明
  - 19thシングル
7. 真昼の月
  - 作詞：shungo.／作曲：AKIKO NODA／編曲：中野雄太
  - 20thシングル
8. 春待人
  - 作詞・作曲：BOUNCEBACK／編曲：中村康就
  - 21stシングル 両A面の1曲目
9. Camellia-カメリア-
  - 作詞：BOUNCEBACK／曲・編曲：中野雄太
  - 21stシングル 両A面の2曲目 シングルヴァージョンはアルバム初収録
10. Destiny-太陽の花-
  - 作詞：六ツ見純代／作曲・編曲：柳沢英樹
  - オーケストラアレンジ：曽我大介／オーケストラ演奏：東京ニューシティ管弦楽団
  - 22ndシングル 両A面の1曲目
11. 恋水-tears of love-
  - 作詞：島谷ひとみ・宮崎歩／作曲：宮崎歩／編曲：宮崎歩・宮崎道
  - 22ndシングル 両A面の2曲目
12. PASIO〜パッシオ
  - 作詞：康珍化／作曲・編曲：酒井ミキオ
  - 23rdシングル
13. Dragonfly
  - 作詞：BULGE／作曲・編曲：yamazo
  - 24thシングル
14. Ramblin'
  - 作詞：上田起士／作曲・編曲：吉川慶
  - 6thAL「PRIMA ROSA」のリード曲
15. Neva Eva
  - 作詞：松本理恵／作曲・編曲：迫茂樹／ブラスアレンジ：茶谷将彦
  - 25thシングル

### Disc 3
1. 深紅
  - 作詞：長瀬弘樹／作曲：柳沢英樹／編曲：中野雄太
  - 26thシングル 両A面の1曲目
2. 愛の詩
  - 作詞・作曲・編曲：BULGE
  - 26thシングル 両A面の2曲目 シングルバージョンはアルバム初収録。
3. レイニーブルー
  - 作詞：大木誠／作曲：徳永英明／編曲：中野雄太
  - カバーアルバム「男歌〜cover song collection〜」より徳永英明のカバー曲
4. 奏
  - 作詞・作曲：大橋卓弥、常田真太郎／編曲：中野雄太
  - カバーアルバム「男歌〜cover song collection〜」よりスキマスイッチのカバー曲
5. 泣きたいなら
  - 作詞：松井五郎／作曲：根本要／編曲：中野雄太
  - 27thシングル
6. WAKE YOU UP
  - 作詞：古屋真／作曲・編曲：笹本安詞
  - 28thシングル トリプルA面の1曲目
7. 雨の日には 雨の中を 風の日には 風の中を
  - 作詞：相田みつを／作曲：AKIHITO／監修：相田みつを美術館
  - 28thシングル トリプルA面の2曲目
8. Marvelous
  - 作詞：六ツ見純代／作曲・編曲：コモリタミノル
  - 28thシングル トリプルA面の3曲目
9. SMILES
  - 作詞：森月キャス／作曲・編曲：大西克巳
  - 29thシングル
10. 長い間
  - 作詞・作曲：玉城千春／編曲：中野雄太
  - ベストアルバム「BEST & COVERS」よりKiroroのカバー曲
11. 君がいるだけで
  - 作詞・作曲：米米CLUB／編曲：中野雄太
  - カバーアルバム「男歌II〜20世紀ノスタルジア〜」より米米CLUBのカバー曲
12. GET BACK IN LOVE
  - 作詞・作曲：山下達郎／編曲：安部潤
  - カバーアルバム「男歌II〜20世紀ノスタルジア〜」より山下達郎のカバー曲
13. 真夜中のギター
  - 作詞：吉岡オサム／作曲：河村利夫／編曲：岩本正樹
  - 30thシングル アルバム初収録
14. 簡単に言えたなら
  - 作詞・作曲：古内東子／編曲：河野圭
  - 31stシングル アルバム初収録
15. 故郷
  - 作詞：高野辰之／作曲：岡野貞一／編曲：野崎良太（Jazztronik）
  - カバーアルバム「Sign Music」より
16. ANGELUS -アンジェラス- [SUPER BEST Ver.]
  - 作詞：BOUNCEBACK／作曲：BULGE／編曲：Jazzin'park
  - ファン投票1位となり、セルフカバーしたものを収録。

### Disc 4（Rare & Collaboration DISC／初回限定豪華盤のみ）
1. ルパン三世のテーマ
  - 作詞：千家和也／作曲・編曲：大野雄二
  - 完全未発表曲、アニメ「ルパン三世」主題歌のカバー曲。
2. Crazy In Love
  - 作詞：BOUNCEBACK／作曲・編曲：大野雄二
  - 完全未発表曲
3. うれしいこと
  - 作詞・作曲：星村麻衣／編曲：家原正樹・星村麻衣
  - 配信限定曲。今作で初CD化。
4. キラキラ
  - 作詞・作曲：小田和正 ／ 編曲：中野雄太
  - 小田和正のカバー曲であり、初音源化。
5. GRAND HERO
  - 作詞：上田起士／作曲：柳沢英樹／編曲：中野雄太・柳沢英樹
  - 完全未発表曲
6. チカラにかえて（T.M.H.R.）
  - 作詞：鹿毛康司・西嶋真紀／作曲・編曲：福井洋
  - 西川貴教（T.M.Revolution）とミゲル・ゲレイロとのコラボシングル。
7. あなたに会えてよかった（稲垣潤一&島谷ひとみ）
  - 作詞：小泉今日子／作曲：小林武史／編曲：清水信之
  - 小泉今日子のカバー曲。稲垣潤一『男と女3-TWO HEARTS TWO VOICES-』に収録。
8. ふたりでいいじゃない（鈴木雅之&島谷ひとみ）
  - 作詞：秦建日子・松尾潔／作曲・編曲：宇佐美秀文
  - 鈴木雅之とのデュエットシングル
9. Funk Tank feat. 島谷ひとみ（m.c.A.T）
  - 作詞：m.c.A.T／作曲・編曲：富樫明生
10. 涙くんさよなら（Blue-Eye-Land）
  - 作詞・作曲：浜口庫之助／編曲：羽毛田丈史
  - Blue-Eye-Land名義でのシングル アルバム初収録。
11. 大阪の女
  - 作詞：島田紳助／作曲：高原兄／編曲：宮崎慎二
  - デビューシングル アルバム初収録。

## Blu-ray（初回限定豪華盤のみ）

### Disc 1
PERFECT MUSIC VIDEO COLLECTION
1. あなたを胸に生きてゆく
2. 解放区
3. パピヨン 〜papillon〜
4. 市場に行こう
5. やさしいキスの見つけ方
6. シャンティ
7. 亜麻色の髪の乙女
8. いつの日にか・・・
9. 赤い砂漠の伝説
10. 元気を出して
11. Perseus -ペルセウス-
12. YUME日和
13. Viola
14. Jewel of Kiss
15. ANGELUS -アンジェラス-
16. 追憶＋LOVE LETTER
17. Garnet Moon
18. I will
19. 〜Mermaid〜
20. Falco-ファルコ-
21. 真昼の月
22. 春待人
23. Camellia -カメリア-
24. Destiny-太陽の花-
25. 恋水-tears of love-
26. PASIO〜パッシオ
27. Dragonfly
28. Ramblin'
29. Neva Eva
30. 深紅
31. レイニーブルー【Studio Live】
32. 奏【Studio Live】
33. 泣きたいなら
34. WAKE YOU UP【1コーラス】
35. 雨の日には 雨の中を 風の日には 風の中を
36. Marvelous【1コーラス】
37. SMILES
38. 長い間
39. 君がいるだけで
40. GET BACK IN LOVE
41. 真夜中のギター
42. 簡単に言えたなら
43. 故郷

BONUS CONTENTS
- 大阪の女

### Disc 2
Hitomi Shimatani Live 2008 Flare at Namba Hatch
1. OPENING
2. Perseus-ペルセウス-
3. Viola
4. 深紅
5. Destiny-太陽の花-
6. WAKE YOU UP
7. Start
8. シャンティ
9. パピヨン〜papillon〜
10. Dear...
11. YUME日和
12. 亜麻色の髪の乙女
13. 解放区
14. いつの日にか…
15. Garnet Moon
16. Falco -ファルコ-
17. ANGELUS -アンジェラス-
18. SMILES
19. 雨の日には 雨の中を 風の日には 風の中を
20. Neva Eva
21. Marvelous

## DVD（MUSIC VIDEO盤のみ）
Single MUSIC VIDEO COLLECTION
1. あなたを胸に生きてゆく
2. 解放区
3. パピヨン 〜papillon〜
4. 市場に行こう
5. やさしいキスの見つけ方
6. シャンティ
7. 亜麻色の髪の乙女
8. いつの日にか・・・
9. 赤い砂漠の伝説
10. 元気を出して
11. Perseus-ペルセウス-
12. YUME日和
13. Viola
14. Jewel of Kiss
15. ANGELUS -アンジェラス-
16. Garnet Moon
17. 〜Mermaid〜
18. Falco-ファルコ-
19. 真昼の月
20. 春待人
21. Camellia-カメリア-
22. Destiny-太陽の花-
23. 恋水-tears of love-
24. PASIO〜パッシオ
25. Dragonfly
26. Neva Eva
27. 深紅
28. 泣きたいなら
29. WAKE YOU UP【1コーラス】
30. 雨の日には 雨の中を 風の日には 風の中を
31. Marvelous【1コーラス】
32. SMILES
33. 真夜中のギター
34. 簡単に言えたなら